# وتدية بحرية
وتدية بحرية (الاسم العلمي: Corynebacterium marinum) هي نوع من البكتيريا تتبع جنس الوتدية من فصيلة الوتديات.